# Xuthodes apicalis
Xuthodes apicalis är en skalbaggsart som beskrevs av Sharp 1877. Xuthodes apicalis ingår i släktet Xuthodes och familjen långhorningar. Inga underarter finns listade i Catalogue of Life.